# Massacre de Macayepo
Le massacre de Macayepo (en espagnol : Masacre de Macayepo), le 14 octobre 2000, se solde par le meurtre de 15 paysans du corregimiento de Macayepo dans la région méridionale du département de Bolívar,au nord de la Colombie. Il fait partie d'une série de massacres perpétrés par les paramilitaires colombiens des Héroes de los Montes de María, une unité des Autodéfenses unies de Colombie (AUC), téléguidées par de grands propriétaires terrains et éleveurs pour contrôler les environs de la montagne Montes de María.
Quatre-vingt membres de ce groupe, dirigés par Rodrigo Mercado Pelufo, alias "Cadena", occupent Macayepo, ils tuent 15 paysans avec des gourdins, des machettes et des pierres, et 246 familles sont déplacées de leur territoire.
La Cour suprême de justice a accusé Rodrigo Mercado Pelufo d'être l'organisateur du massacre, mais on ignore où il se trouve et la police dit supposer qu'il soit mort. Elle a également mis en accusation un sénateur de cette époque, Álvaro García Romero, pour avoir été le commanditaire et le financier du groupe paramilitaire. Une conversation téléphonique entre un propriétaire terrien et le sénateur du Parti colombien démocratique témoigne notamment d'un accord pour le transfert des hommes de main près de Macayepo dans les jours précédents le massacre.
En 2010, la Cour suprême de justice condamne Álvaro García Romero à 40 ans de prison comme commanditaire du massacre, ainsi que pour avoir détourné des fonds publics en vue de financer le groupe paramilitaire.